# Solar Power (canção)
"Solar Power" é uma canção da cantora e compositora neozelandesa Lorde, lançada em 10 de junho de 2021 através da Universal Music Group da Nova Zelândia como primeiro single de seu terceiro álbum de mesmo nome. A faixa foi escrita e produzida por Lorde e Jack Antonoff.
Lorde apresentou "Solar Power" ao vivo pela primeira vez no programa The Late Show with Stephen Colbert em 15 de julho de 2021.

## Antecedentes
No dia 7 de junho de 2021, a artista atualizou seu site oficial com uma imagem que consistia de uma foto sua correndo na areia, tirada de um ângulo baixo, e a inscrição "Solar Power" na parte superior. Abaixo da imagem, a cantora escreveu "a paciência é uma virtude".

## Escrita e produção
Lorde escreveu a canção enquanto visitava sua amiga Cazzie David em Martha's Vineyard, na costa de Massachusetts. Ela escreveu a canção em um teclado Yamaha DX7 e mais tarde levou a demo ao produtor Jack Antonoff para trabalharem mais nela.
Lorde inicialmente pensava que a canção soava similar ao single "Rock DJ", lançado por Robbie Williams em 2000, mas depois foi informada de suas similaridades a "Loaded", um single de 1990 da banda britânica Primal Scream. Apesar da similaridade a "Loaded" não ser intencional, e Lorde dizer que nunca havia ouvido falar de Primal Scream antes disso, ela contactou o cantor principal da banda, Bobby Gillespie, para garantir que não haveriam problemas com "Solar Power". Em uma entrevista com o DJ Zane Lowe, da Apple Music 1, Lorde disse que Gillespie havia aprovado "Solar Power:" "Ele foi tão amável quanto a isso – ele disse tipo, 'essas coisas acontecem, você capturou uma vibe que nós capturamos anos atrás.' E ele nos deu sua bênção. Então me deixe esclarecer: 'Loaded' é 100% a planta original para isso, mas chegamos nela organicamente. E fico feliz com isso."
Além de "Loaded", "Solar Power" também foi comparada ao single "Freedom! '90", lançado por George Michael em 1990. Os herdeiros de Michael emitiram uma declaração positiva nas similaridades entre as canções depois do lançamento de "Solar Power", afirmando "nós soubemos de muitas pessoas fazendo uma conexão entre 'Freedom '90' de George Michael e 'Solar Power' de Lorde, algo que George teria se sentido lisonjeado de ouvir, então em nome de um grande artista para uma artista, desejamos a ela todo o sucesso com o single."
A canção inclui vocais de apoio das artistas de indie rock Phoebe Bridgers e Clairo.

## Arte de capa
A imagem de capa foi fotografada pela amiga de Lorde, Ophelia, mostrando as nádegas de Lorde. A arte de capa foi lançada na página oficial de Lorde e na conta oficial no Instagram de seu frequente colaborador, Jack Antonoff, no dia 7 de junho de 2021, e foi largamente compartilhada nas redes sociais. Entretanto, graças a uma aplicação de DMCA em larga escala, muitas contas no Twitter compartilhando a capa foram bloqueadas por várias horas. A foto rapidamente viralizou online. Lorde respondeu que, "é uma experiência peculiar pensando sobre todo mundo na sua vida vendo sua bunda. Eu não tenho arrependimentos. Eu amo essa capa e estou feliz que é assim que as pessoas vejam a minha bunda." Há outra versão da arte de capa, que esconde a bunda de Lorde com a luz do sol. Essa versão foi mostrada para usuários do Spotify no Japão, usuários de plataformas chinesas como NetEase Cloud Music e QQ Music, e usuários da Apple Music na China continental, Hong Kong, Japão, Arábia Saudita e Emirados Árabes Unidos.

## Recepção crítica
Escrevendo para o Pitchfork, Anna Gaca afirmou que "Solar Power" é "um hino suave para os simples prazeres do [verão]," e que ela é muito diferente do visto em Melodrama, de 2017. Rhian Daly da NME deu 5 estrelas à canção de um máximo de 5, rotulando "Solar Power" como "uma ode ensolarada a começar de novo," e comparou musicalmente a canção ao álbum Screamadelica da banda Primal Scream, a Joni Mitchell e à sonoridade da banda Wolf Alice a partir do álbum Visions of a Life. Escritores da revista neozelandesa The Spinoff majoritariamente elogiaram "Solar Power", com Toby Manhire chamando a canção de um "clássico instantâneo", e Stewart Sowman-Lund a considerando "tão perfeitamente veranil que me faz querer dirigir direto a Devonport (ou seja lá onde as pessoas nadam em Auckland)".
Sal Cinquemani, da Slant Magazine diz que "ela ostenta uma qualidade alegre e psicodélica que combina perfeitamente com viagens de verão e à praia, e um olhar otimista", não possuindo "a urgência de suas melhores canções". Em sua crítica positiva, Justin Curto da Vulture a descreveu como "uma canção ensolarada e acústica sobre um bom dia na praia, como a arte da capa já indicava" e notou que sua ponte é remanescente de "Freedom! '90" de George Michael. Em um texto para a Billboard, Jason Lipshutz escreveu que "'Solar Power' é um lúdico salpico de água salgada nos nossos rostos a tempo do verão", chamando-a de "enganosamente simples", notando o saxofone e o trompete na mistura, e escrevendo que "Lorde continua uma das melhores em preencher os cantos de suas canções com peculiaridades personalizadas".

## Videoclipe

Um quadro do videoclipe, onde Lorde (no centro, de amarelo) está na frente de um grupo de outros atores.

O videoclipe de "Solar Power" foi lançado em 10 de junho de 2021, dirigido por Lorde e Joel Kefali, que "mostra Lorde quase como a líder de um culto despreocupado de hippies – quase uma versão benigna de Midsommar". Steward Sowman-Lund, da The Spinoff, também notou uma conexão similar, escrevendo que "o videoclipe é como se Midsommar fosse gravado na Nova Zelândia". Com uma presunção que o vídeo foi filmado na Nova Zelândia, a Newshub afirmou que a locação do videoclipe era a Cactus Bay na Ilha Waiheke, imaginando que a massa de terra ao longe era a Península de Coromandel, e presumindo que um navio de carga no plano de fundo punha a locação do vídeo ao norte de Auckland. Lorde disse à Triple J que "nós basicamente construímos um universo em uma praia secreta. O primeiro vídeo sou eu te apresentando ao mundo do álbum e dos vídeos, eu quase faço o papel de uma guia turística excêntrica".

## Créditos
Créditos adaptados do Tidal.
- Lorde – vocais, composição, produção
- Jack Antonoff – composição, produção, guitarra acústica, baixo, bateria, guitarra elétrica, percussão
- Clairo – acompanhamento vocal
- Phoebe Bridgers – acompanhamento vocal
- Matt Chamberlain – bateria, percussão, programação
- Evan Smith – saxofone
- Cole Kamen-Green – trompete
- Chris Gehringer – masterização
- Will Quinnell – masterização
- Mark "Spike" Stent – mixagem
- Matt Wolach – assistência de mixagem

## Desempenho nas tabelas musicais
| Tabela (2021)                                 | Melhor posição |
| --------------------------------------------- | -------------- |
| Austrália (ARIA)                              | 14             |
| Bolívia (Monitor Latino)                      | 13             |
| Canadá (Canadian Hot 100)                     | 22             |
| Colômbia (National-Report)                    | 89             |
| Eslováquia (Singles Digitál Top 100)          | 64             |
| Estados Unidos (Billboard Hot 100)            | 64             |
| Estados Unidos (Hot Rock & Alternative Songs) | 6              |
| Estados Unidos (Rock Airplay)                 | 13             |
| Estados Unidos (Rolling Stone Hot 100)        | 43             |
| Irlanda (IRMA)                                | 11             |
| Japão (Billboard Japan Hot Overseas)          | 11             |
| Lituânia (AGATA)                              | 36             |
| Mundialmente (Billboard Global 200)           | 26             |
| Nova Zelândia (Recorded Music NZ)             | 2              |
| Países Baixos (Single Top 100)                | 99             |
| Portugal (AFP)                                | 48             |
| Reino Unido (OCC Singles)                     | 17             |
| República Tcheca (Singles Digitál Top 100)    | 77             |
| Singapura (RIAS)                              | 24             |
| Suécia (Sverigetopplistan)                    | 54             |
| Suíça (Schweizer Hitparade)                   | 95             |

## Histórico de lançamento
| Região         | Data                | Formato(s)                 | Gravadora                   | Ref.   |
| -------------- | ------------------- | -------------------------- | --------------------------- | ------ |
| Diversas       | 10 de junho de 2021 | Download digital streaming | Universal Music New Zealand | [ 46 ] |
| Austrália      | 11 de junho de 2021 | Contemporary hit radio     | Universal Music Australia   | [ 47 ] |
| Estados Unidos | 14 de junho de 2021 | Rádio Triple A             | Crush Music Republic        | [ 48 ] |
| Estados Unidos | 15 de junho de 2021 | Rádio alternativo          | Crush Music Republic        | [ 49 ] |